# 龙头兰
龙头兰（学名：Pecteilis susannae）为兰科白蝶兰属下的一个种。

## 扩展阅读
- 维基共享资源上的相關多媒體資源：龙头兰